# Chiesa di San Giacomo della Rivera
La chiesa di San Giacomo della Rivera, anche detta chiesa dello Spirito Santo, è un edificio religioso sconsacrato dell'Aquila, situato nel quarto di San Giovanni.

## Storia
La prima chiesa eretta nella zona a monte di Borgo Rivera fu la chiesa di San Giacomo cui era annesso un piccolo ospedale per i pellegrini e la cui presenza è testimoniata dal XV secolo, sebbene non è escluso che la struttura originaria potesse essere antecedente. Nel 1529 la chiesa fu affidata alla confraternita degli ortolani della Rivera, che gestivano anche la vicina chiesa dei Santi Cosma e Damiano.
A partire dal XVII secolo, quindi, passò nelle mani della Confraternita dello Spirito Santo che gli diede l'omonimo titolo. In questo periodo dovette aver assunto una certe importanza, venendo abbellita con importanti opere d'arte tra cui la Pentecoste di Pompeo Cesura.
L'edificio venne interamente distrutto dal terremoto dell'Aquila del 1703. La ricostruzione della chiesa, con fattezze diverse da quelle originarie, avvenne con ogni probabilità nella prima metà del XVIII secolo, come testimoniato dalla presenza nella pianta disegnata da Antonio Francesco Vandi del 1753.

## Descrizione
La chiesa di San Giacomo della Rivera è situata a monte di Borgo Rivera, nel locale di Sassa del quarto di San Giovanni. L'accesso all'aula avviene lungo via Santo Spirito, a poca distanza da via XX Settembre e non lontano dalla complesso di San Bernardo nonché dalla precedente (oggi scomparsa) chiesa di Sant'Angelo di Castiglione.
Il complesso mostra una volumetria particolare, dovuta alla morfologia del luogo. L'edificio, a pianta pressoché quadrata, si sviluppa infatti su due livelli e, alla chiesa vera e propria del piano superiore, corrispondono i locali della Confraternita nel piano inferiore, quest'ultimi accessibili da una strada interna al quartiere. L'unico elemento riconducibile all'architettura religiosa è il campanile a vela che si staglia sul fronte occidentale del complesso. Non è nota agli storici la composizione volumetrica della chiesa quattrocentesca.
Internamente, la chiesa si presenta ad aula unica, con le quattro pareti suddivise verticalmente da paraste; detto schema si presenta anche in altri edifici religiosi cittadini, quali ad esempio la coeva chiesa dell'Addolorata. Nel campo centrale della parete frontale all'ingresso vi era, in origine, la Pentecoste di Pompeo Cesura. L'aula era coperta da un soffitto incannicciato, oggi parzialmente crollato.